# Сулковський Павло Гнатович
Сулковський Павло Гнатович, член Партії регіонів; ВР України, член фракції Партії регіонів (з 11.2007), член Комітету з питань аграрної політики та земельних відносин (з 12.2007).
Народився 29 червня 1953 (с. Старе Село, Рокитнівський район, Рівненська область); син Богдан (1976); дочки Галина (1979), Олена (1985), Марія (1987).
Освіта: Мирогощанський радгосп-технікум; Львівський сільськогосподарський інститут, механічний факультет (1981–1989), інженер-механік.
1972-1973 — тракторист, радгосп «Старосільський».
1973-1975 — завідувач клубу, с. Старе Село.
1975-1977 — звільнений секретар комсомольської організації, 1977-1989 — головний механік, директор, радгосп «Старосільський», с. Старе Село Рокитнянського району.
1989-1994 — голова, колгосп ім. Дзержинського, с. Новоукраїнка Рівненського району.
1994-1995 — голова Рівненської райради народних депутатів.
1995-1998 — голова Рівненської райдержадміністрації.
2000-2002 — голова Рівненської обласної громадської організації «Спілка власників землі».
Довірена особа кандидата на пост Президента України В. Януковича в ТВО № 156 (2004-2005).
Почесна грамота Кабінету Міністрів України (липень 2003).

### Депутатська діяльність
Народний депутат України 4-го скликання з квітня 2002 до квітня 2006, виборчій округ № 154, Рівненська область, висунутий Блоком Віктора Ющенка «Наша Україна». «За» 30,73 %, 14 суперників. На час виборів: голова Рівненської обласної громадської організації «Спілка власників землі», член РУХу (УНР). Член фракції «Наша Україна» (травень 2002 — травень 2003), член фракції «Регіони України» (травень 2003 — вересень 2005), член фракції Партії «Регіони України» (з вересня 2005). Заступник голови Комітету з питань аграрної політики та земельних відносин (з червня 2002).
Попри те, що однією з причин переходу з «Нашої України» до «Регіонів України» Павло Сулковський називає можливість отримання від тодішнього Прем'єр-міністра України Віктора Януковича урядових гарантій по розвитку області, а саме підтримку останнім відновлення виробництва комбайнів на заводі «Рівнесільмаш» у обсязі 10 тисяч одиниць на рік та створення на ньому 3 тисяч робочих місць підприємство не відновило обіцяних потужностей і згідно даних 2010 р. випускає 10 видів причепів та напівпричепів. У липні 2012 р. частину площ «Рівнесільмашу» було перепрофільовано під виробництво меблів.
Обвинувачення у зраді, які надходять з боку виборців і колишніх політичних соратників Павло Сулковський вважає образою честі та гідності, в окремих випадках переслідує їх у судовому порядку вимагаючи грошову компенсацію
Народний депутат України 5-го скликання з квітня 2006 до листопада 2007 від Партії регіонів, № 47 в списку. На час виборів: народний депутат України, член ПР. Член фракції Партії регіонів (з травня 2006). Член Комітету з питань аграрної політики та земельних відносин (з липня 2006).
Народний депутат України 6-го скликання з листопада 2007 до 12 грудня 2012 від Партії регіонів, № 129 в списку. На час виборів: народний депутат України, член ПР.
10 серпня 2012 року у другому читанні проголосував за Закон України «Про засади державної мовної політики», який суперечить Конституції України, не має фінансово-економічного обґрунтування і спрямований на знищення української мови. Закон було прийнято із порушеннями регламенту.

## Ресурси інтернет
- «Хто є хто в Україні», видавництво «К. І.С»